# The World's 50 Best Restaurants
The World's 50 Best Restaurants (Los 50 mejores restaurantes del mundo) es una lista elaborada por la empresa William Reed Business Media del Reino Unido, la cual apareció en sus orígenes en la revista británica Restaurant, basada en una encuesta a chefs internacionales, restauradores, gourmets y críticos culinarios. 

## Descripción
En adición al ranking principal, la organización galardona una serie de premios especiales para personas y restaurantes, incluyendo el «One To Watch Award», el «Lifetime Achievement Award» y el «Chefs' Choice Award», este último basado en votos de los cincuenta chefs principales de los restaurantes nominados en la lista del año anterior. A menudo funcionado como barómetro de las tendencias gastronómicas globales, la lista muestra una variedad de cocinas de todo el mundo.
El primer lugar de la lista mundial ha estado dominado por El Bulli, que alcanzó el primer lugar en cinco oportunidades, y Noma que en 2021 igualó esa misma marca.   
Por su parte, en América Latina la lista ha estado dominada por restaurantes peruanos, destacando el restaurante Central que logró el 1er lugar del ránking mundial en 2023.

## Historia
La lista se originó como una estrategia publicitaria del personal de Restaurant. La idea fue más exitosa de lo esperado y pronto se convirtió en un evento mayor permanente en la culinaria mundial.[cita requerida]
La lista de los 50 Mejores Restaurantes del Mundo se elabora con base en los votos del "World’s 50 Best Restaurants Academy", un grupo de 26 paneles establecidos para elaborar el ranking. El mundo es dividido en regiones, con un encargado en cada región designado por su conocimiento de su sección del mundo de la restauración. Cada uno de estos encargados selecciona un panel de votación de 40 miembros, los cuales cada año emiten cientos de votos.[cita requerida]
No existe una lista de nominados. Cada miembro del panel internacional vota por su propia elección personal de diez restaurantes. Hasta seis votos pueden ser emitidos para restaurantes en la región del votante, mientras que al menos cuatro votos deben otorgarse a restaurantes ubicados fuera de la región de origen del votante. A ningún miembro votante de los paneles le está permitido votar por su propio restaurante o por uno en el cual tenga intereses económicos. Asimismo, los votantes deben haber comido en los restaurantes por los que votan dentro de los 18 meses a la emisión de su voto. La integridad del proceso de votación y de la lista resultante es adjudicada por la firma consultora Deloitte.

## Mejores restaurantes del mundo

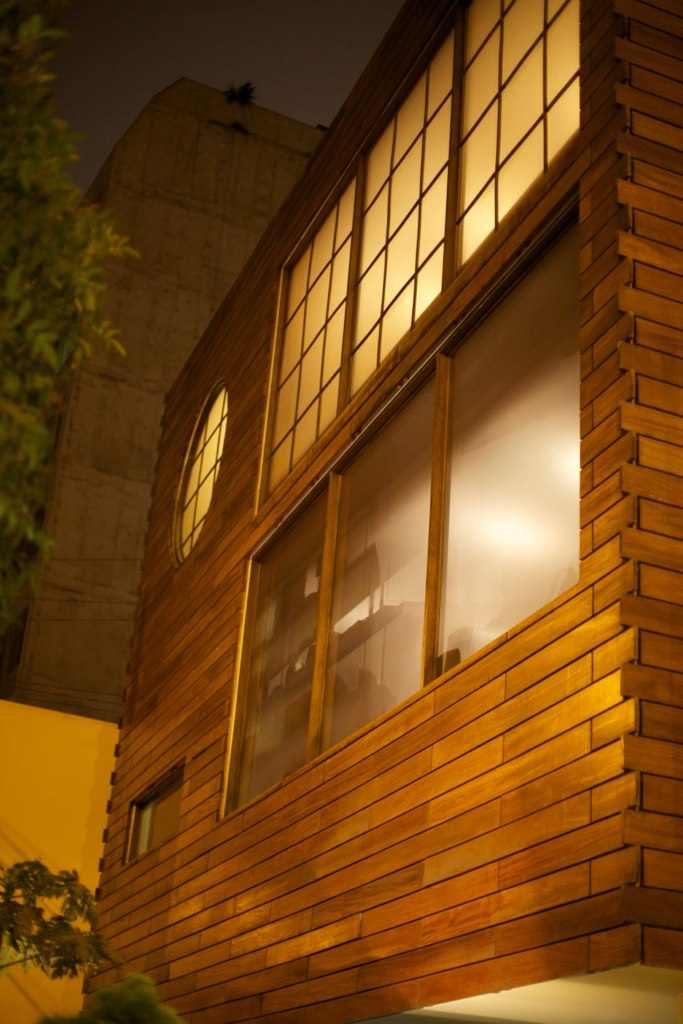
Exteriores de Maido (Perú), el mejor restaurante del mundo en 2025.

| Mejores restaurantes del mundo |                       |                       |                       |
| Año                            | 1.º                   | 2.º                   | 3.º                   |
| 2002                           | El Bulli              | Gordon Ramsay         | The French Laundry    |
| 2003                           | The French Laundry    | El Bulli              | Le Louis XV           |
| 2004                           | The French Laundry    | The Fat Duck          | El Bulli              |
| 2005                           | The Fat Duck          | El Bulli              | The French Laundry    |
| 2006                           | El Bulli              | The Fat Duck          | Pierre Gagnaire       |
| 2007                           | El Bulli              | The Fat Duck          | Pierre Gagnaire       |
| 2008                           | El Bulli              | The Fat Duck          | Pierre Gagnaire       |
| 2009                           | El Bulli              | The Fat Duck          | Noma                  |
| 2010                           | Noma                  | El Bulli              | The Fat Duck          |
| 2011                           | Noma                  | El Celler de Can Roca | Mugaritz              |
| 2012                           | Noma                  | El Celler de Can Roca | Mugaritz              |
| 2013                           | El Celler de Can Roca | Noma                  | Osteria Francescana   |
| 2014                           | Noma                  | El Celler de Can Roca | Osteria Francescana   |
| 2015                           | El Celler de Can Roca | Osteria Francescana   | Noma                  |
| 2016                           | Osteria Francescana   | El Celler de Can Roca | Eleven Madison Park   |
| 2017                           | Eleven Madison Park   | Osteria Francescana   | El Celler de Can Roca |
| 2018                           | Osteria Francescana   | El Celler de Can Roca | Mirazur               |
| 2019                           | Mirazur               | Noma                  | Asador Etxebarri      |
| 2021                           | Noma                  | Geranium              | Asador Etxebarri      |
| 2022                           | Geranium              | Central               | Disfrutar             |
| 2023                           | Central               | Disfrutar             | Diverxo               |
| 2024                           | Disfrutar             | Asador Etxebarri      | Table                 |
| 2025                           | Maido                 | Asador Etxebarri      | Quintonil             |

## Premio Latin America’s 50 Best Restaurants

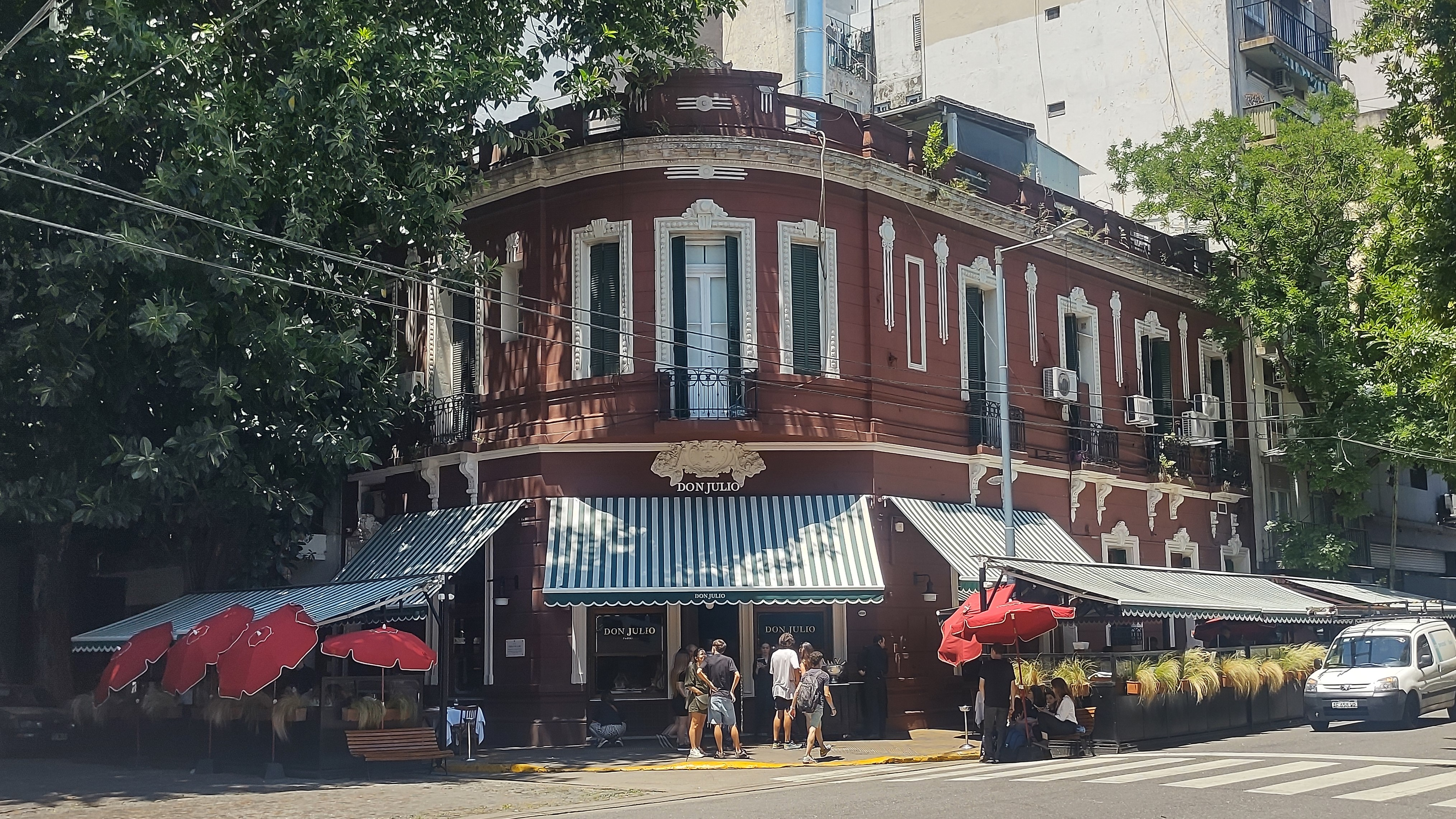
Don Julio (Argentina), el mejor restaurante de Latinoamérica en 2024.

| Mejores restaurantes de Latinoamérica |                 |                 |                 |
| Año                                   | 1.º             | 2.º             | 3.º             |
| 2013                                  | Astrid y Gastón | D.O.M.          | Pujol           |
| 2014                                  | Central         | Astrid y Gastón | D.O.M.          |
| 2015                                  | Central         | Boragó          | Astrid y Gastón |
| 2016                                  | Central         | Maido           | D.O.M.          |
| 2017                                  | Maido           | Central         | D.O.M.          |
| 2018                                  | Maido           | Central         | Pujol           |
| 2019                                  | Maido           | Central         | Pujol           |
| 2020                                  | Don Julio       | Maido           | Central         |
| 2021                                  | Central         | Maido           | D.O.M.          |
| 2022                                  | Central         | Don Julio       | Maido           |
| 2023                                  | Maido           | El Chato        | Don Julio       |
| 2024                                  | Don Julio       | Maido           | El Chato        |

## Premio Chefs' Choice
El premio Chefs' Choice es votado por los chefs jefe de los restaurantes de la lista, quienes eligen un colega que durante el año anterior ha tenido un impacto positivo en la industria de la restauración.
- 2004: genil Cataluña, España (19)
- 2005: Ferran Adria, El Bulli, Rosas, Cataluña, España (2)
- 2006: Pierre Gagnaire, París, Francia (3)
- 2007: Heston Blumenthal, The Fat Duck, Bray, Berkshire, Inglaterra (2)
- 2008: Andoni Luis Aduriz, Mugaritz, Rentería, Guipúzcoa, España (4)
- 2009: René Redzepi, Noma, Copenhague, Dinamarca (3)
- 2010: Heston Blumenthal, The Fat Duck, Bray, Berkshire, Inglaterra (3)
- 2011: Massimo Bottura, Osteria Francescana, Modena, Italia (4)
- 2012: Andoni Luis Aduriz, Mugaritz, Rentería, Guipúzcoa, España (3)
- 2013: Grant Achatz, Alinea, Chicago, Estados Unidos (15)
- 2014: Alex Atala, D.O.M., São Paulo, Brasil (7)
- 2015: Daniel Humm, Eleven Madison Park, New York City, Estados Unidos (5)
- 2016: Joan Roca, El Celler de Can Roca, Gerona, España (2)
- 2017: Virgilio Martínez, Central Restaurante, Lima, Perú (5)
- 2018: Dan Barber, Blue Hill at Stone Barns, Pocantico Hills, New York (12)
- 2019: César Bordón,  Asunción , Paraguay (8)
- 2021: Victor Arguinzoniz, Asador Etxebarri, Bizkaia, España (3)
- 2022: Jorge Vallejo, Quintomil, Ciudad de México, México (9)
- 2023: Julien Royer, Odette, Singapur, Singapur (14)
- 2024: Mitsuharu Tsumura, Maido, Lima, Perú (5)

## Premio Mejor Chef Mujer del Mundo
- 2011 : Anne-Sophie Pic, Francia
- 2012 : Elena Arzak, España
- 2013 : Nadia Santini, Italia
- 2014 : Helena Rizzo, Brasil
- 2015 : Hélène Darroze, Francia
- 2016 : Dominique Crenn, Francia
- 2017 : Ana Ros, Eslovenia
- 2018 : Clare Smyth, Reino Unido
- 2019 : Daniela Soto-Innes, México[5]
- 2021 : Pía León, Perú.[6]
- 2022 : Leonor Espinosa, Colombia.
- 2023: Elena Reygadas, México.
- 2024: Janaína Torres, Brasil.